# Девичник в Вегасе
«Девичник в Вегасе» (в дословном переводе «Подружки невесты», англ. Bridesmaids) — американский фильм 2011 года, рассказывающий о приключениях подружек невесты, сценарий к которому написали Кристен Уиг и Энни Мумоло, а режиссёром выступил Пол Фиг.
Фильм был выпущен в прокат Universal Studios 13 мая 2011 года. Фильм получил множество благоприятных отзывов от критиков, был коммерчески успешен в прокате и назван самым успешным в истории женским фильмом с возрастным ограничением до 17 лет. Фильм был выпущен на DVD и Blu-Ray 20 сентября 2011 года. В первые выходные лента собрала 26 миллионов долларов, а по итогу прокатного сезона принесла создателям более 288 миллионов долларов со всего мира, и превзошла «Knocked Up», став самым прибыльным проектом продюсера Джадда Апатау на сегодняшний день. Картина получила номинации на две премии «Золотой глобус»: в категориях «За лучшую женскую роль — комедия или мюзикл» (Кристен Уиг) и «За лучший фильм — комедия или мюзикл», две BAFTA: в категориях «За лучшую женскую роль второго плана» (Мелисса Маккарти) и «За лучший адаптированный сценарий», дважды на «Оскар»: «За лучшую женскую роль второго плана» (Мелисса Маккарти) и «За лучший оригинальный сценарий».

## Сюжет
Энни, женщина за тридцать, живет в Милуоки. Она потеряла любимую работу в пекарне из-за экономического кризиса и после поссорилась с парнем. Энни вынуждена перейти работать в ювелирный магазин и переехать к матери. Её подруга Лилиан выходит замуж за банкира и предлагает Энни стать её подружкой невесты. Сестра Лилиан Рита, подруга Бекка, неопрятная сестра её будущего мужа Меган и богатая Хелен, жена босса жениха Лилиан, также становятся подружками невесты. Главной героине, поневоле, приходится взять на себя организацию празднества. Все идет не так.
Энни не смогла заказать столик в хорошем ресторане для встречи и после посещения дешевого заведения вся компания слегла с диареей. Важное мероприятие по примерке свадебного платья испорчено. Девичник запланировано провести в Лас Вегасе. Энни страдающая аэрофобией, запила седативы алкоголем и устроила в самолете хулиганскую выходку. После экстренной посадки всю компанию вернули домой. Энни и Лилиан ссорятся после излишне экстравагантного предложения о развлекательной теме для свадьбы. Напоследок, перед самой церемонией, пропадает невеста, испугавшаяся скорых перемен в жизни, но вскоре счастливо находится. Подруги мирятся. Свадебная церемония проходит вполне успешно. Энни случайно знакомится с офицером полиции Натаном Родесом. После первой спонтанной близости их отношения складываются не сразу. Постепенно жизнь Энни налаживается и она возвращается к любимой работе.

## В ролях
| Персонаж       | Исполнитель          |
| -------------- | -------------------- |
| Энни Уокер     | Кристен Уиг          |
| Лилиан Донован | Майя Рудольф         |
| Хелен Харрис   | Роуз Бирн            |
| Меган          | Мелисса Маккарти     |
| Рита           | Венди Маклендон-Кови |
| Бекка          | Элли Кемпер          |
| Натан Родес    | Крис О’Дауд          |
| Джуди Уокер    | Джилл Клейберг       |
| Тед            | Джон Хэмм            |
| Бринн          | Ребел Уилсон         |
| Джил           | Мэтт Лукас           |
| Инструктор     | Терри Крюс           |
| Джон           | Бен Фальконе         |

## Прием

### Прием критиков
Фильм был хорошо встречен критиками. На Rotten Tomatoes 90 % критиков дали фильму положительные отзывы на основе 205 отзывов, со средним баллом 7.4/10. На Metacritic фильм также получил множество благоприятных отзывов со счетом 75 баллов из 100.
Фильм был номинирован в пяти категориях на Teen Choice Awards.

### Коммерческий успех
Картина превзошла ожидания прокатчиков, собрав в первый уик-энд $26 247 410. На начало ноября 2011 фильм собрал более $ 287 585 379 в прокате, что свидетельствует о всеобщем успехе фильма.